# Mury miejskie w Goleniowie

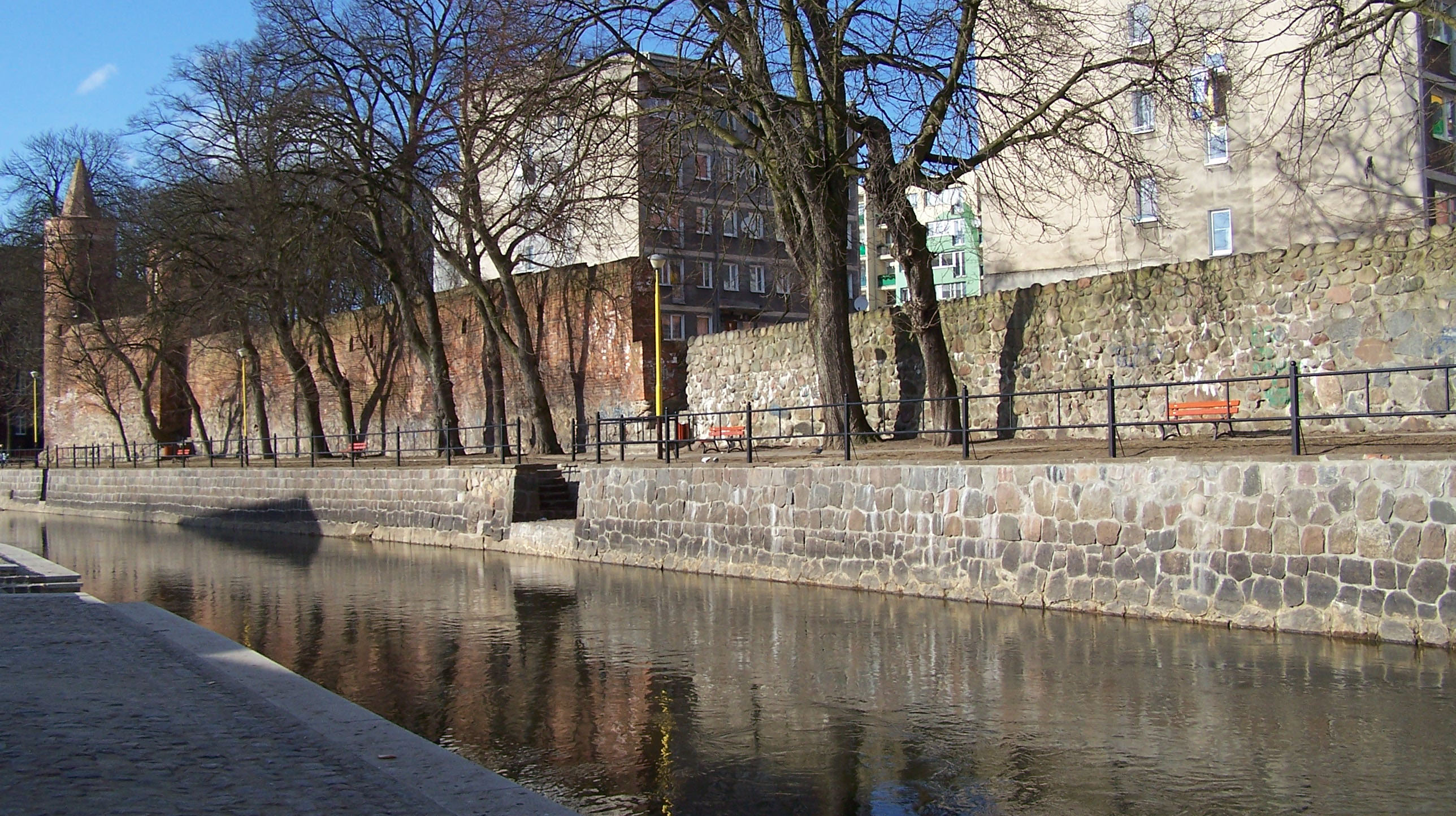
Mury miejskie nad Iną

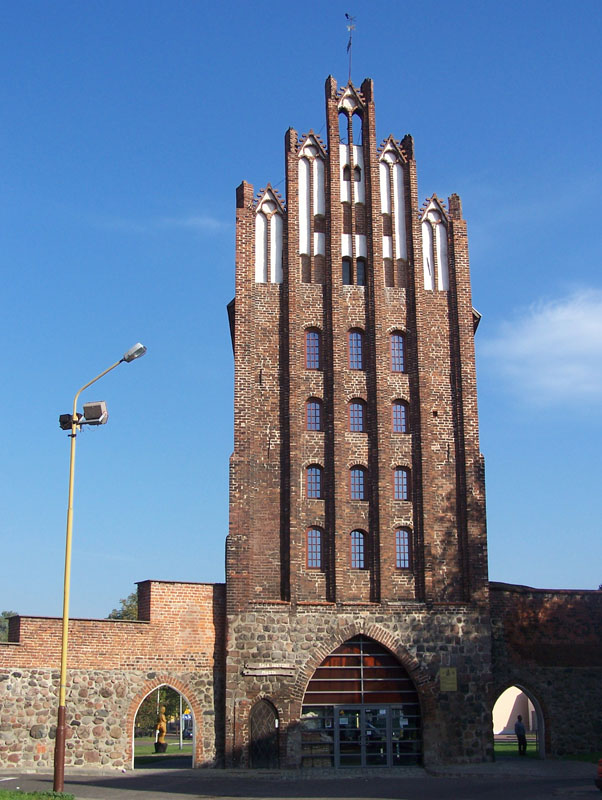
Brama Wolińska

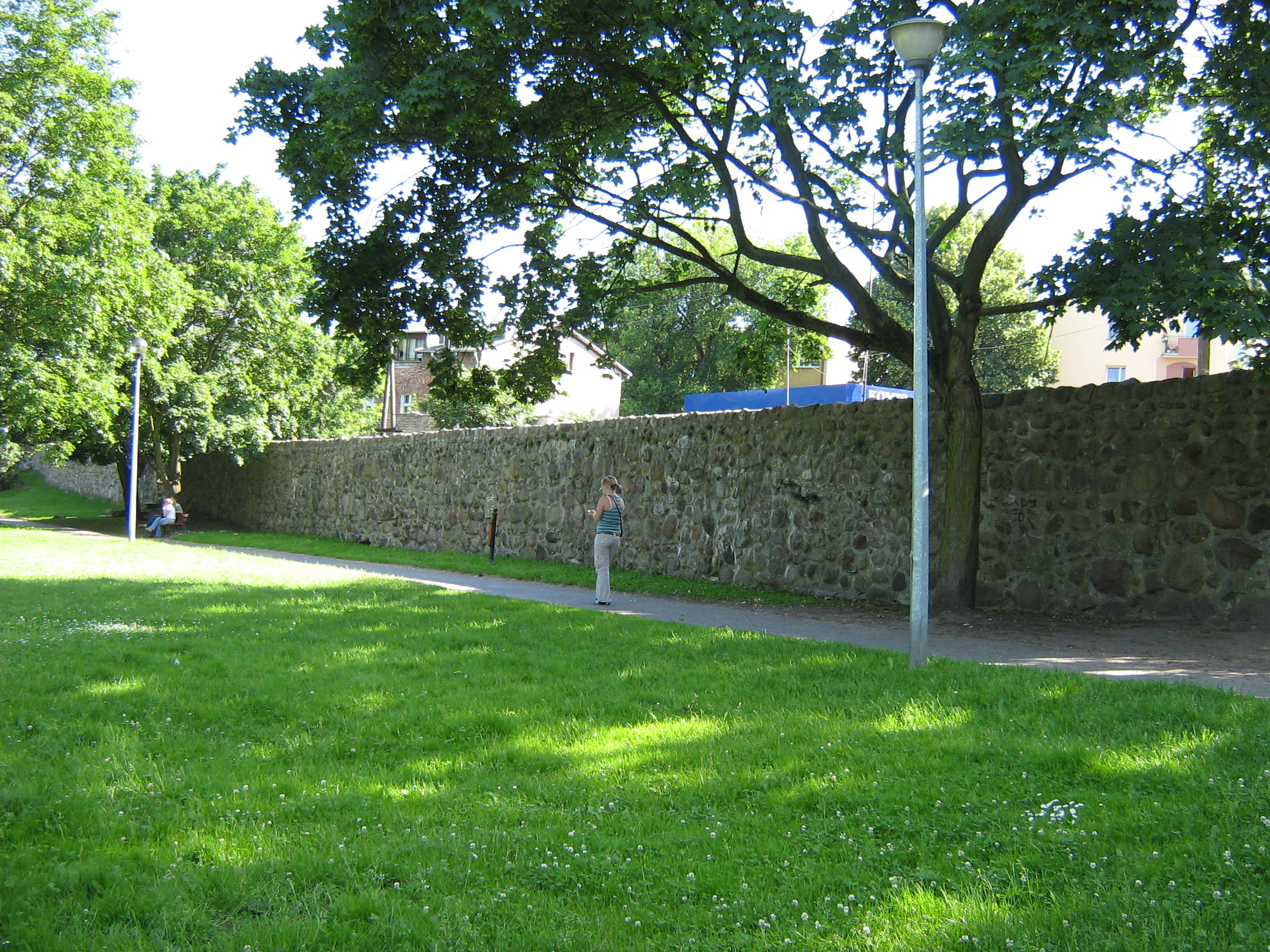
Mury miejskie w Goleniowie

Mury miejskie w Goleniowie, jeden z zabytków miasta Goleniowa, pochodzą z XIV-XV wieku, zachowały się jedynie fragmenty. Są to budowle zbudowane z kamienia i cegieł, o charakterze obronnym, obecnie stanowią atrakcję turystyczną.

## Historia
Budowę fortyfikacji obronnych miasta rozpoczęto tuż po lokacji miasta (1268 r.). Do połowy XIV wieku Goleniów był otoczony murem kamiennym i kamienno ceglanym z kilkoma czatowniami i basztami (np. Baszta Prochowa), a także czterema bramami:
- Bramą Wolińską – od strony północno-wschodniej, w kierunku Wolina,
- Bramą Szczecińską – od strony zachodniej, w kierunku Szczecina,
- Bramą Stargardzką – od strony południowej, w kierunku Stargardu,
- Bramą Młyńską – od strony północnej, do portu w Inoujściu.

W 2 połowie XIV i w XV w. mury podwyższono, bramy zostały rozbudowane, w murze od strony portu  umieszczono 3 furty wodne oraz wzniesiono dodatkowe baszty:
- Basztę Menniczą,
- Basztę Mnisią,
- Basztę Żeglarską.

## Mury miejskie obecnie
Do czasów obecnych zachowały się następujące fragmenty murów:
- nad brzegiem Iny – z Basztą Prochową i Basztą Menniczą,
- przy Szkole podstawowej nr 1 im. Noblistów Polskich
- fragment przy ul. Grunwaldzkiej z Bramą Wolińską oraz wieżyczką z herbami miasta,
- odcinek muru przy ul. Barnima I
- odcinek muru nad Strugą Goleniowską i goleniowskim placu Planty.

Pozostałe fragmenty murów oraz budowli rozebrano w XIX wieku:
- 1761 – Brama Młyńska zostaje zniszczona podczas wojny siedmioletniej i oblężenia Goleniowa przez Rosjan,
- 1836 – rozebrana zostaje Brama Szczecińska w związku z budową drogi do Szczecina,
- 1864 – rozbiórka Bramy Stargardzkiej – rozbudowa miasta.

Decyzję o zachowaniu murów obronnych wraz z Bramą Wolińską, Basztą Więzienną i Wieżą Menniczą władze miasta podjęły w roku 1889. Decyzja ta została upamiętniona w postaci daty umieszczonej pomiędzy herbami na jednej z wieżyczek kończącej mur przy Bramie Wolińskiej. Obecny stan fortyfikacji to wynik odbudowy murów po zniszczeniach II wojny światowej.